# Liste der Baudenkmale in Wilhelmshaven-Innenhafen
In der Liste der Baudenkmale in Wilhelmshaven-Innenhafen sind die Baudenkmale im Stadtteil Innenhafen der kreisfreien Stadt Wilhelmshaven in Niedersachsen aufgelistet. Der Stand der Liste ist der 20. Oktober 2021. Die Quelle der Baudenkmale ist der Denkmalatlas Niedersachsen.

## Allgemein
In den Spalten befinden sich folgende Informationen:
- Lage: die Adresse des Baudenkmales und die geographischen Koordinaten. Kartenansicht, um Koordinaten zu setzen. In der Kartenansicht sind Baudenkmale ohne Koordinaten mit einem roten Marker dargestellt und können in der Karte gesetzt werden. Baudenkmale ohne Bild sind mit einem blauen Marker gekennzeichnet, Baudenkmale mit Bild mit einem grünen Marker.
- Bezeichnung: Bezeichnung des Baudenkmales
- Beschreibung: die Beschreibung des Baudenkmales. Unter § 3 Abs. 2 NDSchG werden Einzeldenkmale und unter § 3 Abs. 3 NDSchG Gruppen baulicher Anlagen und deren Bestandteile ausgewiesen.
- ID: die Objekt-ID des Baudenkmales
- Bild: ein Bild des Baudenkmales, ggf. zusätzlich mit einem Link zu weiteren Fotos des Baudenkmals im Medienarchiv Wikimedia Commons. Wenn man auf das Kamerasymbol klickt, können Fotos zu Baudenkmalen aus dieser Liste hochgeladen werden:

## Liste
Baudenkmale im Stadtteil Innenhafen.

| Lage                                                    | Bezeichnung                                 | Beschreibung                                                                                           | ID       | Bild           |
| ------------------------------------------------------- | ------------------------------------------- | --- | -------- | -------------- |
| Banter Deich 53° 30′ 48″ N, 8° 6′ 52″ O                 | Pumpwerk Süd (Südwerk)                      | Baudenkmal-Gruppe                                                                                      | 35135458 | Weitere Bilder |
| Banter Deich 1 53° 30′ 49″ N, 8° 6′ 52″ O               | Pumpwerk                                    | Wasserentsorgung („Pumpwerk Süd“) (ehemaliges Pumpwerk Süd) (Baudenkmal-Gruppe Pumpwerk Süd (Südwerk)) | 35149164 |                |
| Banter Deich 3 53° 30′ 48″ N, 8° 6′ 52″ O               | Verwaltungsgebäude                          | Südwerk (ehemaliges Pumpwerk Süd) (Baudenkmal-Gruppe Pumpwerk Süd (Südwerk))                           | 35149191 |                |
| Gökerstraße 3 53° 31′ 7″ N, 8° 7′ 26″ O                 | Wasserturm                                  | Ehemalige Kaiserliche Marinewerft                                                                      | 35142707 | Weitere Bilder |
| Gökerstraße 3-7 53° 31′ 6″ N, 8° 7′ 31″ O               | Feuerwehrturm                               | Ehemalige Kaiserliche Marinewerft                                                                      | 35142734 |                |
| Gökerstraße 7 53° 31′ 10″ N, 8° 7′ 27″ O                | Verwaltungsgebäude                          | Ehemalige Kaiserliche Marinewerft                                                                      | 35142656 | Weitere Bilder |
| Großer Hafen/Verbindungshafen 53° 30′ 49″ N, 8° 8′ 8″ O | Kaiser-Wilhelm-Brücke                       | Brücke (Bauwerk)                                                                                       | 35142793 | Weitere Bilder |
| Großer Hafen/Verbindungshafen 53° 30′ 51″ N, 8° 8′ 7″ O | Kaiser-Wilhelm-Brücke                       | Brückenhäuschen                                                                                        | 35147837 | Weitere Bilder |
| Helmholtzstraße 3 53° 30′ 37″ N, 8° 5′ 25″ O            | Ehemaliges Gerätelager UTO-Werft            | Verwaltungs-/Lagergebäude                                                                              | 35140753 | BW             |
| Jadeallee 63 53° 30′ 39″ N, 8° 6′ 52″ O                 | Kirchwurt                                   | Banter Ruine                                                                                           | 35147811 |                |
| Jadeallee 63 53° 30′ 39″ N, 8° 6′ 53″ O                 | Ruine                                       | Banter Ruine                                                                                           | 35142866 | Weitere Bilder |
| Jadeallee 44 53° 30′ 47″ N, 8° 6′ 55″ O                 | Wohnhaus                                    | Ehemaliges Wasch-/Badehaus                                                                             | 38240716 |                |
| Planckstraße 4 53° 30′ 33″ N, 8° 4′ 51″ O               | Hülsenwerkstatt (M-Artilleriedepot)         | Fabrik (Baukomplex)                                                                                    | 35144652 |                |
| 53° 30′ 49″ N, 8° 8′ 44″ O                              | 1. Einfahrt                                 | Baudenkmal-Gruppe                                                                                      | 51855429 |                |
| Schleusenstraße/Bauhafen 53° 30′ 51″ N, 8° 8′ 41″ O     | Kaimauer                                    | (Baudenkmal-Gruppe 1. Einfahrt)                                                                        | 35154304 |                |
| Schleusenstraße 5 53° 30′ 53″ N, 8° 8′ 42″ O            | Signalstation                               | Ehemaliges Lotsenwachstation (Baudenkmal-Gruppe 1. Einfahrt)                                           | 35145261 | Weitere Bilder |
| Schleusenstraße/Bauhafen 53° 30′ 58″ N, 8° 9′ 10″ O     | 2. Hafeneinfahrt (ursprünglich 1. Einfahrt) | Schleusenanlage (Baudenkmal-Gruppe 2. Hafeneinfahrt (Molenbereich))                                    | 35154190 | BW             |
| Schleusenstraße 45 53° 30′ 57″ N, 8° 9′ 10″ O           | Ehemaliges Schleusenwärterhaus 2.Einfahrt   | Wohnhaus (Baudenkmal-Gruppe 2. Hafeneinfahrt (Molenbereich))                                           | 35154111 | BW             |
| Schleusenstraße 47 53° 30′ 58″ N, 8° 9′ 4″ O            | Ehemaliges Minenlagerhaus                   | Lagergebäude (Baudenkmal-Gruppe 2. Hafeneinfahrt (Molenbereich))                                       | 35154142 | BW             |
| Schleusenstraße 49 53° 30′ 59″ N, 8° 9′ 1″ O            | Ehemaliges Minenlagerhaus                   | Lagergebäude (Baudenkmal-Gruppe 2. Hafeneinfahrt (Molenbereich))                                       | 35154165 | BW             |
| Schleusenstraße 53° 30′ 54″ N, 8° 8′ 59″ O              | Nassaubrücke (Landungsbrücke)               | Brücke (Bauwerk)                                                                                       | 35142484 | Weitere Bilder |
| Schleusenstraße 89/90 53° 31′ 11″ N, 8° 9′ 27″ O        | Signalturm                                  | | 35145235 | BW             |
| Südstrand 106 53° 30′ 45″ N, 8° 8′ 12″ O                | Werkstatt                                   | „Zeiss-Werkstatt“ / Strumpffabrik                                                                      | 41831500 |                |
| 53° 30′ 46″ N, 8° 8′ 30″ O                              | Südstrandbebauung                           | Baudenkmal-Gruppe                                                                                      | 35135179 |                |
| Südstrand 112 53° 30′ 45″ N, 8° 8′ 18″ O                | Hotel Seerose                               | Hotel (Baudenkmal-Gruppe Südstrandbebauung)                                                            | 35179130 |                |
| Südstrand 114 53° 30′ 45″ N, 8° 8′ 23″ O                | Hotel Lachs                                 | Hotel (Baudenkmal-Gruppe Südstrandbebauung)                                                            | 35179158 |                |
| Südstrand 115 53° 30′ 45″ N, 8° 8′ 26″ O                | Badeaufsicht                                | Pavillon (Bauwerk) (Baudenkmal-Gruppe Südstrandbebauung)                                               | 35179189 |                |
| Südstrand 116 53° 30′ 46″ N, 8° 8′ 28″ O                | Hotel Seestern                              | Hotel (Baudenkmal-Gruppe Südstrandbebauung)                                                            | 35179217 |                |
| Südstrand 118 53° 30′ 47″ N, 8° 8′ 32″ O                | Hotel Delphin                               | Hotel (Baudenkmal-Gruppe Südstrandbebauung)                                                            | 35179246 |                |
| Südstrand 119 53° 30′ 47″ N, 8° 8′ 34″ O                | Teehaus                                     | Pavillon (Bauwerk) (Baudenkmal-Gruppe Südstrandbebauung)                                               | 35179273 |                |
| Südstrand 120 53° 30′ 48″ N, 8° 8′ 36″ O                | Hotel Seenelke                              | Hotel (Baudenkmal-Gruppe Südstrandbebauung)                                                            | 35179301 |                |
| Südstrand 123 53° 30′ 48″ N, 8° 8′ 39″ O                | Strandhalle                                 | Strandhalle (Wilhelmshaven) als Bestandteil der Baudenkmal-Gruppe Südstrandbebauung                    | 35179364 | Weitere Bilder |
| Südstrand 125 53° 30′ 49″ N, 8° 8′ 40″ O                | Vorplatz-Pflasterung                        | Ehemalige Torpedowerft. Nicht mehr im Denkmalatlas aufgeführt.                                         | 35147610 |                |
| Südstrand 125 53° 30′ 47″ N, 8° 8′ 26″ O                | Werkstatt                                   | Ehemalige Torpedowerft                                                                                 | 35145383 |                |